# Knuden (sang)
"Knuden" er en sang af den danske gruppe Shu-bi-dua og stammer fra deres femte album, 78'eren. Såvel melodi som tekst er forfattet af Shu-bi-dua selv. Sangen handler om en gennemsnitlig mand, Knud, der ikke har høje tanker om sig selv: "Jeg er en kedelig mand, selvom man gør hvad man kan, og når jeg holder fester, så kommer der ingen gæster, og hvad skal man gøre ved det?" Knud drømmer om at ligne filmstjernen Rock Hudson (udtalt som organet hud i teksten), men må sande, at Gud har skabt ham (Knud) som en ganske almindelig person.
En sprogforsker, der har analyseret sangen, mener at Shu-bi-duas kor i nummeret er med til at forstærke følelsen af at møde en meget kedsommelig mand. "Hva’ er det han siger", spørger koret, da Knud fortæller at han bor hos sin gamle mor, og Knud må gentage sætningen. Ifølge forskeren, giver det en stemning af middelmådighed og afmagt.
Der er en dobbelthed i sangtitlen "Knuden", som Shu-bi-dua er helt bevidst om. Hovedpersonens navn relateres til begrebet knudemand, der første gang blev lanceret af forfatteren Herdis Møllehave i romanen Le fra 1977. En knudemand er en person af hankøn, der regnes som tilbageholdende og stivbenet og generelt er ude af stand til at give udtryk for sine følelser overfor omverdenen. Begrebet er siden blevet almindelig anerkendt i Danmark, og særligt kvinder benytter det på mænd, de ikke kan trænge igennem til følelsesmæssigt. Shu-bi-duas "Knud" regnes derfor som ensom og underlig.

## Udgivelsen og livemæssigt
"Knuden" udkom sammen med resten af 78'eren i 1978, og da nummeret siden begyndelsen har tilhørt gruppens meget populære sange, udkom den også som single i 1994. I koncertsammenhænge har sangen dog ikke været spillet så ofte, men den findes blandt andet på livealbummet Live og glade dage (1994).

## Medvirkende
- Michael Bundesen: Sang
- Michael Hardinger: Guitar, kor
- Claus Asmussen: Guitar, kor
- Kim Daugaard: Bas, kor
- Jens Tage Nielsen: Klaver, kor
- Bosse Hall Christensen: trommer